# سرخ (جماعت)
سرخ جماعت و شهرکی در شمال غربی تاجیکستان است که در ناحیهٔ اسفره ولایت سغد قرار دارد. جمعیت این جماعت ۱۰٬۳۹۶ نفر است.